# Dungal MacDouall
Dungal MacDouall ou Duncan MacDowall est un chevalier écossais hostile au roi d'Écosse Robert Ier lors de la Première guerre d’indépendance écossaise.

## Biographie
Originaire du Galloway et fidèle de John d'Argyll, il collabore avec les armées du roi d'Édouard Ier d'Angleterre dès juillet 1303.
Robert envahit l'Annandale début 1307. L'invasion est conduite par Alexandre de Brus, son frère Thomas, Malcolm MacQuillan, un seigneur scoto-Normand et Reginald de Crawford. Ils embarquent avec 1,000 hommes sur 18 navires à Loch Ryan et débarquent près de Stranraer. L'invasion est rapidement écrasée lors de la bataille de Loch Ryan par les forces anglaises locales commandées par Dungal MacDouall, partisan des Comyn, des Balliol et du roi d'Angleterre Édouard Ier. Seuls deux navires s'enfuient. Tous les chefs de l'invasion sont capturés. Dungal MacDouall fait immédiatement exécuter Malcolm MacQuillan. Les trois autres sont transférés à Carlisle, où Édouard ordonne leur exécution.
Édouard Bruce bat Dungal et son allié Ingram de Umfraville lors de la bataille de la rivière Dee le 29 juin 1308. Dungal est nommé ensuite par les Anglais connétable de Dumfries et après la prise de l'Île de Man commandant de Rushen. Il est capturé par la suite en juin 1313 lors de la conquête de la région prise par Robert Ier. On ignore ce qu'il advient de lui par la suite.